# Парламентские выборы в Венгрии (2018)
Парламентские выборы в Венгрии — очередные выборы в венгерский парламент прошли 8 апреля 2018 года.

## Предыстория
На предыдущих парламентских выборах в апреле 2014 года, правящая коалиция, состоящая из Фидес и его союзника, Христианско-демократической народной партии, во второй раз подряд набрала две трети мест в Национальном Собрании с 44,87 % голосов. По мнению критиков, столь большое количество мест было получено только из-за нового закона о выборах, который был принят правящей коалицией в 2011 году. Однако в начале 2015 года партия Фидес потеряла свое конституционное большинство после протестов в Венгрии в 2014 году из-за налога на Интернет и последующего снижения поддержки правительства. Правящая партия потерпела поражение на довыборах в двух округах в феврале и апреле 2015 года, как в округе Веспрем.
Левый избирательный союз Единство, который не смог выиграть общенародные выборы 2014 года после того, как пять его составных его партий получили всего лишь 38 мест, вскоре расформировался. Его бывшие участники (MSZP, Együtt-PM и DK) участвовали в выборах в Европейский парламент в мае 2014 года самостоятельно, в то время как Венгерская Либеральная партия вообще не участвовала в выборах. Из-за этой фрагментации левого противостояния радикальная националистическая партия Йоббик стала второй по величине партией по результатам выборов. PM прекратил сотрудничество с партией Együtt с 9 ноября 2014 года.
После нескольких месяцев кризиса внутри Фидес с ноября 2014 года, который был отмечен внутренними конфликтами (например, выход из партии бизнесмена Лайоша Шимички) и обвинения в коррупции, правящая партия восстановила большую часть своей утраченной поддержки в период кризиса в Европе в течение лета 2015 года, когда премьер-министр Виктор Орбан объявил о строительстве 4-метровой (13 футов), 175-километровой (109 миль) ограды вдоль её южной границы с Сербией. Венгерское правительство также критиковало официальную политику Европейского союза за то, что мигрантов не отговаривали ехать в Европу. Барьер стал успешным, так как с 17 октября 2015 года тысячи мигрантов были ежедневно перенаправлены в Словению.
13 декабря 2015 года 26-й съезд правящей партии Фидес переизбрал Виктора Орбана в качестве лидера партии. Орбан сказал в своем выступлении, что он готов возглавить партию на предстоящих парламентских выборах и продолжать работать премьер-министром, если Фидес выиграет выборы в 2018 году. С этим заявлением Орбан дал понять, что он не намерен стать президентом Венгрии, преемником Яноша Адера, после непрямых президентских выборов 2017 года.
2 октября 2017 года мэр Сегеда Ласло Ботка объявил о своём уходе с поста избранного лидера Социалистической партии, заявив, что, по его мнению, некоторые представители венгерской оппозиции всерьёз не заботились о смене правительства.
Победа союзников Орбана и партии Фидес на выборах была поставлена под сомнение, когда партия неожиданно проиграла перевыборы мэра в Ходмезёвашархее накануне — 25 февраля 2018 года, выдвиженца из Фидеса, победил независимый кандидат поддержанный каждой из оппозиционных партий. Наблюдатели и критики Орбана предположили, могут ли оппозиционные партии Венгрии создать аналогичный альянс на национальном уровне, в итоге оппозиционные партии не смогли создать общую стратегию к концу марта 2018 года. Орбан приложил свои усилия в результате этой потери.
По словам наблюдателей до выборов, победа на выборах была более сложной для Орбана, чем ожидалось.

## Избирательная система
199 членов Национального собрания избирались двумя способами: 106 избирались в одномандатных избирательных округах по мажоритарной системе, а остальные 93 избирались по единому общенациональному избирательному округу, путём пропорционального представительства.
Избирательный порог установлен на уровне 5 % для партий, 10 % для коалиций двух партий и 15 % для коалиций из трёх и более партий. Места в парламенте распределяются по методу д’Ондта. Для списков нацменьшинств устанавливается порог 0,3 %.

## Опросы общественного мнения

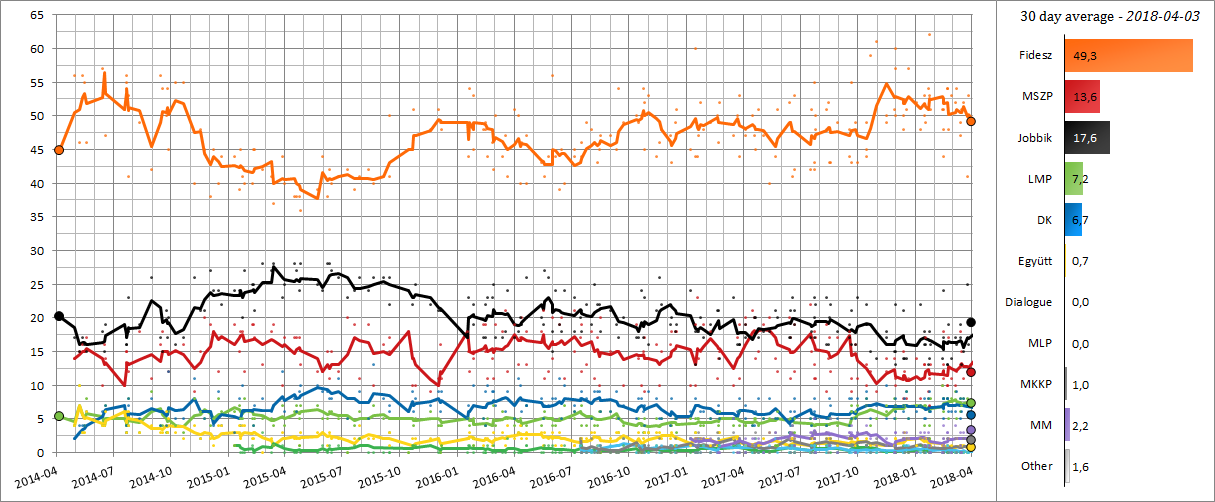
Опросы общественного мнения с апреля 2014 года (с момента последних парламентских выборов)

## Результаты
| 7:00   | 9:00    | 11:00   | 13:00   | 15:00   | 17:00   | 18:30   | Overall |
| ------ | ------- | ------- | ------- | ------- | ------- | ------- | ------- |
| 2,24 % | 13,17 % | 29,93 % | 42,32 % | 53,64 % | 63,21 % | 68,13 % | 70,22 % |

| Партия                              | Партия                               | По партийным спискам | По партийным спискам | По партийным спискам | По одномандатным округам | По одномандатным округам | По одномандатным округам | Всего | +/-   |
| Партия                              | Партия                               | Голоса               | %                    | Места                | Голоса                   | %                        | Места                    | Всего | +/-   |
| ----------------------------------- | ------------------------------------ | -------------------- | -------------------- | -------------------- | ------------------------ | ------------------------ | ------------------------ | ----- | ----- |
|                                     | Фидес-ХДНП                           | 2 824 206            | 49,27                | 42                   | 2 636 203                | 47,89                    | 91                       | 133   | ▬     |
|                                     | За Лучшую Венгрию                    | 1 092 669            | 19,06                | 25                   | 1 276 842                | 23,20                    | 1                        | 26    | ▲ 3   |
|                                     | ВСП —                                | 682 602              | 11,91                | 12                   | 622 458                  | 11,22                    | 8                        | 20    | ▼ 10  |
|                                     | Политика может быть другой           | 404 425              | 7,06                 | 7                    | 312 731                  | 5,64                     | 1                        | 8     | ▲ 3   |
|                                     | Демократическая коалиция             | 308 068              | 5,37                 | 6                    | 348 178                  | 6,28                     | 3                        | 9     | ▲ 5   |
|                                     | Моментум                             | 175 225              | 3,06                 | 0                    | 75 035                   | 1,35                     | 0                        | —     | новая |
|                                     | Партия двухвостой собаки             | 99 410               | 1,73                 | —                    | 39 763                   | 0,72                     | —                        | —     | новая |
|                                     | Вместе                               | 37 561               | 0,66                 | —                    | 58 591                   | 1,06                     | 1                        | 1     | ▼ 2   |
|                                     | Список немецкого меньшинства         | 26 477               | 0,46                 | 1                    |                          |                          | -                        | 1     | ▲ 1   |
|                                     | Венгерская рабочая партия            | 15 640               | 0,27                 | —                    | 13 613                   | 0,25                     | —                        | —     |       |
|                                     | Партия семьи                         | 10 640               | 0,19                 | —                    | 9839                     | 0,18                     | —                        | —     |       |
|                                     | Партия справедливости и жизни        | 8713                 | 0,15                 | —                    | 6897                     | 0,12                     | —                        | —     |       |
|                                     | Спортивная и здоровая партия Венгрии | 7309                 | 0,13                 | —                    | 5525                     | 0,10                     | —                        | —     | ▬     |
|                                     | Список цыганского меньшинства        | 5703                 | 0,10                 | —                    |                          |                          | —                        | —     | ▬     |
|                                     | Другие партии (менее 0,1 %)          | 33 173               | 0,58                 | —                    | 43 256                   | 0,78                     | —                        | —     | ▼ 1   |
|                                     | Независимые                          | 55 612               |                      | 1                    |                          |                          |                          | 1     |       |
|                                     |                                      |                      |                      |                      |                          |                          |                          |       |       |
| Действительные голоса               | Действительные голоса                | 5 731 821            | 98,97                |                      |                          |                          |                          |       |       |
| Пустые и недействительные бюллетени | Пустые и недействительные бюллетени  | 59 611               | 1,03                 |                      |                          |                          |                          |       |       |
| Всего                               | Всего                                | 5 731 821            | 100                  | 106                  | 5 504 543                | 100                      | 93                       | 199   | =     |
| Неявка                              |                                      |                      |                      |                      |                          |                          |                          |       |       |
| Зарегистрировано / участие          | Зарегистрировано / участие           | 8 312 173            | 69,73                |                      |                          |                          |                          |       |       |